# 玛丽·布莱尔
玛丽·布莱尔（英語：Mary Blair，1911年10月21日—1978年7月26日），美国女画家，出生于俄克拉荷马州的麦卡莱斯特，幼年曾随家搬到德克萨斯州，最后在加利福尼亚州定居。毕业于加利福尼亚州圣荷西州立大学。大学毕业后，辗转换了几个工作后，进入迪士尼工作，先后担任《爱丽丝梦游仙境》等动画片的色彩设计师。